# Tovomita albiflora
Tovomita albiflora là một loài thực vật có hoa trong họ Bứa. Loài này được A.C.Sm. miêu tả khoa học đầu tiên năm 1940.